# パトリス・ルコント
パトリス・ルコント（Patrice Leconte, 1947年11月12日 - ）は、フランス・パリ出身の映画監督・脚本家である。

## 略歴
IDHEC（フランスの高等映画学院）で映画監督になる勉強をしたが、卒業後にバンド・デシネの漫画家またイラストレーターとして漫画雑誌社で働く。1975年に初めての長編映画を製作した。以来、コメディ、ドラマ、ラブストーリー、アクションまで幅広いジャンルの映画を製作している。
『リディキュール』で第22回（1996年度）セザール賞作品賞と監督賞を受賞している。また、セザール賞では『タンデム』で作品・監督・脚本賞に、『仕立て屋の恋』で作品・監督賞に、『髪結いの亭主』で作品・監督・脚本賞に、『橋の上の娘』で監督賞にノミネートされた。
これまで、カンヌ国際映画祭のコンペティション部門に『仕立て屋の恋』『リディキュール』が、ベルリン国際映画祭のコンペティション部門に『フェリックスとローラ』『親密すぎるうちあけ話』が、ヴェネツィア国際映画祭のコンペティション部門で『列車に乗った男』が上映された。『列車に乗った男』は観客賞を受賞した。
監督した作品でカメラオペレーターとして自らカメラを回すことも多い。

## 製作方法
映画学校の学生時代、脚本家のジャンクロード・カリエールから「原作を読み込んだら二度と本を開かない」と学んだルコントは、自身もその方法を採用している。ルコントは「大切なのは心に残ったものは何か、ということ。それを理解し、自分のものにしたうえで表現することが大事と学んだ。とても良い方法を教わったと思っている」とコメントしている。

## 主な監督作品
- ハッピーファミリー La famille heureuse (1973／短編) TV放映のみ
- Les Vécés étaient fermés de l'intérieur (1976)
- レ・ブロンゼ／日焼けした連中 Les Bronzés (1977)
- レ・ブロンゼ／スキーに行く Les Bronzés font du ski  (1979)
- 恋の邪魔者 Viens chez moi, j'habite chez une copine (1980)
- 夢見るシングルズ Ma femme s'appelle reviens (1981)
- 愛しのエレーヌ／ルルーとペリシエの事件簿 Circulez y a rien à voir (1983)
- スペシャリスト Les Spécialistes (1984)
- タンデム Tandem (1987)
- 仕立て屋の恋 Monsieur Hire (1989)
- 髪結いの亭主 Le Mari de la coiffeuse (1990)
- パトリス・ルコントのボレロ Le Batteur du Boléro (1991／短編)
- タンゴ Tango (1993)
- イヴォンヌの香り Le Parfum d'Yvonne (1994)
- ラ・シオタ駅 1996年 La Ciotat 1996/Patrice Leconte (1995)
「リュミエールと仲間たち」(映画祭上映題)、「キング・オブ・フィルム/巨匠たちの60秒」（DVD題） Lumière et compagnie に収録 
(映画誕生100年を記念してリュミエール兄弟が撮っていた手法でフランス各地を世界各国の映画監督たちが60秒で撮影する企画もの)
- リディキュール Ridicule (1996)
- パトリス・ルコントの大喝采 Les Grands Ducs (1996)
- ハーフ・ア・チャンス Une chance sur deux (1998)
- 橋の上の娘 La Fille sur le Pont (1999)
- サン・ピエールの生命（いのち） La Veuve de Saint-Pierre (2000)
映画祭題・DVD題「サン・ピエールの未亡人」
- フェリックスとローラ Félix et Lola (2001)
- 歓楽通り Rue des plaisirs (2002)
- 列車に乗った男 L'Homme du train (2002)
- 親密すぎるうちあけ話 Confidences trop intimes (2004)
- パトリス・ルコントのドゴラ Dogora - Ouvrons les yeux (2004)
- ぼくの大切なともだち Mon meilleur ami (2006)
- ミスコン戦争 La Guerre des Miss (2008) TV5MONDEで字幕付き放映
- 海を見に行こう Voir la mer (2011) TV5MONDEで字幕付き放映
- スーサイド・ショップ Le Magasin des suicides (2012)
- 暮れ逢い A Promise (2013)
- Une heure de tranquillité (2014)
- メグレと若い女の死 Maigret (2023)

## エピソード
- 『ぼくの大切なともだち』の日本公開前の、2008年6月21日の「王様のブランチ」にルコントが出演し、モンマルトルにある事務所内でインタビューが行われた。ルコントの事務所の壁は、絵や映画スターのポスター（ウディ・アレンやグルーチョ・マルクスなど）で満載。また、ウルトラマンのフィギュアも置いてあった。
- 映画祭などで高評価を得る作品を撮る一方、2006年のフランス国内年間興行成績で1位になった Les Bronzés 3 - Amis pour la vie （レ・ブロンゼ/一生の友達）のような娯楽作品も手がけている。なお、この作品は2位の『アイス・エイジ2』の1.5倍以上の興行収入をおさめた。